# Olszanka (gmina, Opole)
Olszanka est une gmina rurale du powiat de Brzeg, Opole, dans le sud-ouest de la Pologne. Son siège est le village d'Olszanka, qui se situe environ 10 km au sud de Brzeg et 35 km à l'ouest de la capitale régionale Opole.
La gmina couvre une superficie de 92,61 km2 pour une population de 4 943 habitants.

## Géographie
La gmina inclut les villages de Czeska Wieś, Gierszowice, Jankowice Wielkie, Janów, Krzyżowice, Michałów, Obórki, Olszanka, Pogorzela et Przylesie.
La gmina borde les gminy de Grodków, Lewin Brzeski, Niemodlin, Skarbimierz et Wiązów.